# Zvukový design
Zvukový design je kreativní a umělecká činnost, která se zakládá na vytváření zvukových kompozic. Hlavním aspektem je post-produkční úprava zvukových nahrávek. Spojováním a mícháním zvuků vznikají zvukové kompozice, které jsou nezbytnou součástí filmové tvorby a vývoje videoher. Zvukové nahrávky vytvářejí efektoví nahrávači, od kterých se dají zakoupit v knihovnách. Ti nejlepší zvukoví designeři si je tvoří sami. Zvukový design je někdy zařazován do hudební skladby, protože se jedná o jistou formu muzikální složky.
Umělci používají nemalé množství softwarových pluginů (VST), pomocí jichž zvukový design vzniká. Nejznámější nástroj pro vznik kompozic je simulace dozvuku (Reverb), nebo například tremolo. Stále oblíbenou formou úprav jsou také analogové procesory a efekty, které jsou u umělců oblíbené, díky jejich přirozenosti a sytosti. Zvukoví designeři se většinou ničím neomezují, jsou schopni zvuk vytvářet i týdny. Proto často vznikají impozantní zvukové obsahy, nad kterými každý žasne.
Na zvukový design v odvětví tvorby nových rozmanitých zvuků, se používají analogové modulární stanice, takovým elektronickým zařízením mohou být například zvukové moduly normalizace Eurorack. Tzv: "patche" (zapojení) na takových zvukových zařízeních mohou být inspirací výrobců hudebních syntetizérů.
Mezi nejznámější zvukové designery patří Ben Burtt, který stojí za vznikem zvuku světelného meče ve hvězdných válkách.

## Zvukový design v elektronické hudbě

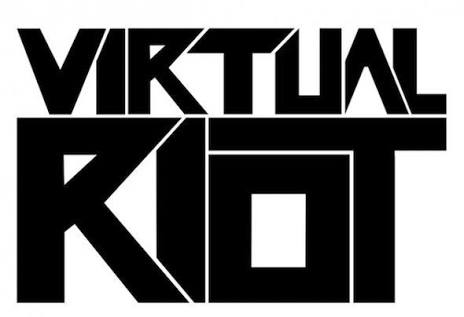
Virtual Riot - Německý Dubstep producent/DJ, který je známý svým komplexním sound designem

Téměř veškerá elektronická hudba (až na experimentální subžánry jako Dubstep, Hybrid trap nebo Bass House) používá několik základních typů signálů – Sine, Square, Triangle, Saw a White Noise. Všechny tyto signály, až na Sine a White Noise, mají jednu základní „fundamentální“ frekvenci, která udává tón signálu, výšku a další „harmonické“ frekvence, které udávají barvu signálu neboli „jak zní“. Sine má jen fundamentální frekvenci a White Noise má frekvence naopak všechny.

### Efekty na úpravu signálů

#### EQ
Ekvalizér, neboli zkráceně EQ, upravuje hlasitost vybraných frekvencí.

#### Kompresor
Kompresor snižuje dynamický rozsah signálu (hlasité části ztlumí a tiché části naopak zhlasití) na základě parametrů jako jsou Treshold (určuje, od jaké hlasitosti signálu začne kompresor pracovat), ratio („jak moc se signál ztiší oproti původnímu, poměr) a gain (změní hlasitost výsledného signálu). V sound designu se často využívá „multiband kompresor“, který si frekvenční spektrum rozdělí na několik částí, které může ovlivňovat nezávisle na sobě. Jedním z nejznámějších multiband kompresorů používaných v elektronické hudbě je například OTT od  Xfer records, nebo Soundgoodizer od Image-Line.

#### Distorze
Distorze mění harmonické frekvence. Pomocí distorze lze například vytvořit ze Sine signálu Square signál.

#### Chorus
Chorus znásobí signál s velmi krátkým časovým posunem. Výsledný zvuk bude znít nakonec plněji a příjemněji na poslech. Charakteristickým syntezátorem, který používá chorus je např. Juno 60.